# Стерн, Уильям Томас
Уильям Томас Стерн (англ. William Thomas Stearn; 16 апреля 1911[…], Кембридж — 9 мая 2001[…], Лондон) — британский ботаник, известный эксперт по истории ботаники и классическим языкам. Его самая известная работа — этимологический словарь латинских названий садовых растений.

## Биография
Уильям Томас Стерн родился 16 апреля 1911 года. Уильям Стерн, старший сын Томаса и Нелли Стерн, с 1922 по 1929 год обучался в школе для мальчиков графства Кембриджшир, где проявил интерес к ботанике и зоологии. После смерти отца, в связи с материальными трудностями семьи, в 1929 году он становится учеником книготорговца. В своё свободное время, при поддержке университета, продолжает заниматься ботаникой. Часто посещает ботанический сад в Кембридже. В 1931 году начал работу над монографией о родах Epimedium и Vancouveria семейства Барбарисовые. Монография была издана в 1938 году. С 1932 по 1951 год работал библиотекарем Королевского садоводческого общества, с перерывом во время службы в армии. В 1952 году подготовил первый проект Кодекса номенклатуры культурных растений, который был принят международным конгрессом садоводов в Лондоне. Избирался президентом Лондонского Линнеевского общества с 1979 по 1982 годы. Уильям Стерн умер 9 мая 2001 года.

## Научные работы
- An introduction to the 'Species Plantarum' and cognate botanical works of Carl Linnaeus. Reprint, Ray Society, 1957.
- Botanical Latin, History, Grammar, Syntax, Terminology and Vocabulary Лондон, изд.: 1 — 1966, 2 — 1973, 3 — 1983, 4 — 1992.
- Allium. Flora Europaea 5: S. 49—69, 1980.
- The natural history museum at South Kensington: A history of the British Museum (Natural History) 1753—1980 1981.
- Flower Artists of Kew: Botanical Paintings by Contemporary Artists Лондон, 1990.
- Stearn’s dictionary of plant names for gardeners': a handbook on the origin and meaning of the botanical names of some cultivated plants. 1992.
- The Art of Botanical Illustration, Collins, Лондон, 1950; 9 изд., 1994. (совместно с Wilfrid Blunt).

## Награды
За вклад в ботанику, в 1976 году, он был награждён Золотой медалью Лондонского Линнеевского общества.
В 1993 году ему была вручена золотая медаль Энглера, а в 2000 году он получил высшую награду Американского общества систематиков растений — премию имени Эйса Грэя.

## Интересные факты
В 1959 году Стерн предложил в знак признания огромного вклада в развитие систематики в биологии использовать Карла Линнея в качестве лектотипа вида Homo Sapiens. До этого момента, на протяжении около 200 лет, лектотип Homo в описании вида отсутствовал.
За широту знаний и вклад в таксономию растений самого Уильяма Стерна порой называют «современный Линней».